# Cilabanbulan
Cilabanbulan is een bestuurslaag in het regentschap Pandeglang van de provincie Banten, Indonesië. Cilabanbulan telt 1864 inwoners (volkstelling 2010).